# 黒羽・ウドヴィン事件
黒羽・ウドヴィン事件（くろば・ウドヴィンじけん）は、1995年に発覚したロシア対外情報庁（SVR、旧KGB第一総局）に所属する朝鮮系ロシア人の非合法工作員が、KGBのV・P・ウドヴィンのサポートを受けて、1965年6月に福島県郡山市内で失踪した歯科技工士の黒羽一郎という日本人男性に背乗りでなりすまし、日本国内外で30年以上にわたり、在留米軍情報や日本の最先端の半導体情報、カメラのレンズの技術などの各種情報収集活動していたスパイ事件である。黒羽一郎事件とも呼ばれる。1975年に偽者の「黒羽一郎」と結婚した6歳下の日本人妻も、ソ連側との暗号通信を行ったり捜査員らの顔写真を撮るなどスパイとして活動していたことが判明し後に逮捕されているが、「黒羽」やウドヴィンは逮捕出来なかったため、未解決事件として知られる。

## 概要

### 背乗り・結婚
歯科技工士の黒羽一郎は1930年4月に福島県西白河郡矢吹町で生まれ、母子家庭に育った。1958年28歳の時に聾唖の女性と同棲を始め、内縁関係となった。しかし1960年に黒羽の母が死去して以降、黒羽は内縁の女性が聾唖であるため生活空間に会話がないことを苦にするようになり、「家に帰りたくない」と何度か同僚に漏らすようになった。1965年6月、35歳の時に黒羽は「友達と山に行く」と手話で女性に伝えたきり消息不明になった。
当時、黒羽の失踪は生活に疲れての家出と判断され、事件性の無いものとして処理されたが、翌1966年冬、東京・赤坂の宝石会社に勤める真珠のセールスマンという肩書の「黒羽一郎」なる人物が現れていたことがスパイ事件発覚後の調査で判明した。この人物は各国の大使館を得意先に持ち、英語・ロシア語・スペイン語を話せるマルチリンガルのセールスマンという、歯科技工士の黒羽一郎とは全く重ならない人物像を有していた。
「黒羽一郎」は1969年に新宿区高田馬場に戸籍を分籍、新宿区戸塚町に移住した。「黒羽」はそこで、海外に長期滞在していた危機管理会社の社長の留守宅の管理人となるが、この社長はかつて関東軍情報部で対ソ連電波傍受を担当していたという経歴を持つ人物であった。「黒羽」は社長宅の敷地内に無断でプレハブ小屋を建て、「黒羽製作所」という看板を掲げてパチンコ機械の製造業を開始したが、後に家賃を滞納したまま居座りつづけたため、帰国した危機管理会社の社長から立ち退き訴訟を起こされている。
1975年に「黒羽」は東京新宿出身で6歳年下の日本人女性と結婚すると中野区の分譲マンションを購入・転居し、1985年には再び練馬区の瀟洒なマンションを購入してそこに転居した。中野で「黒羽」が暮らしたマンションの近所の住人は、「黒羽」が頻繁に海外旅行に出かけるなど羽振りのよい暮らしをしていたと証言している。
この黒羽になりすました男のスパイ活動をサポートしていたのが、本物の黒羽が失踪した2カ月後の1965年8月から1970年12月まで駐日ソ連大使館に三等書記官の形で赴任していたKGB（ソ連国家保安委員会）諜報員V・P・ウドヴィンである。彼は日本にいる自国スパイの監視役でもあり、深夜に郊外の住宅街を徘徊する不審な行動を取っていたことが記録されている。ウドヴィンは2回目の日本配属でも二等書記官として1977年4月から1981年10月まで活動したが、この時にも人が少ない神社仏閣を徘徊する行動が確認されている。ソ連崩壊でKGB第一総局が分離独立し、SVRに名前を変更した後の1993年10月に、一等書記官として3度目の来日を果たした。

### 事件発覚
1992年6月29日に海外で諜報活動をしていた「黒羽」が在オーストリア日本大使館で旅券更新の手続きを行った。この時提出した顔写真が、線が細く弱々しい本物の黒羽とは全くの別人の、体格の良さそうな男だったことが後の調査で判明した。
1995年にCIAから警察庁に「『黒羽一郎』を名乗るロシアのスパイが、日本国内でアメリカの軍事情報、日本の産業情報を収集している」という極秘情報が伝えられ、警察庁は初めて「黒羽」の存在を認識したが、その時すでに「黒羽」は中国へ出国した後だった。日本人への「背乗り」は、同じ東アジア人の北朝鮮工作員が日本国内で使う手法だと考えられていたため、ロシア（ソ連）のスパイが日本で使っていたことは日本側に衝撃を与えた。
警視庁公安部外事第一課は1995年以後、練馬区のマンションに住む「黒羽」の日本人妻の監視を24時間体制で開始した。この監視中にウドヴィンがそのマンション周辺で何度も目撃されている。一方1997年6月に、ロシアの在サンクトペテルブルク日本総領事館に「黒羽一郎」を名乗る人物が姿を現し、旅券を再更新した。これを受けて、警視庁は他人の旅券を勝手に更新した旅券法違反の罪で、「黒羽」を立件する方針を固めた。1975年に「黒羽」と結婚していた日本人妻もソ連側と通信している姿を含む不審な姿が確認され、スパイの教育を受けていたエージェントだと確定した。

### 家宅捜索とその後の調査
1997年7月、旅券法違反で逮捕状が発行され、警察は同7月4日に練馬のマンションの家宅捜索に踏み切った。捜査員は「黒羽」の日本人妻の激しい抵抗にあい、いったんは押し出されそうになったが制止を振りきって室内を捜索し、箪笥や机の引き出しの中から乱数表、短波ラジオ、換字表など、いわゆる「スパイ七つ道具」を発見した。
「黒羽」の日本人妻は当初は何も知らないと主張したが、調査が進むと捜査員の顔を隠しカメラで大量に撮影していたことが発覚し、尾行の技術に自信を持っていた捜査員達を驚愕させた。収集していたことが確認されたのは、在留米軍情報や日本の最先端の半導体情報、カメラのレンズの技術であった。
また、「黒羽」は短波ラジオを用い、モールス信号で流れる5けたの数字を受信し、乱数表で文章に置き換えて指示を受けていたことが判明した。警察の調べによれば、工作員は入手した情報をマイクロフィルム化して清涼飲料水の空き缶に入れて神社・公園などに置き、ロシア側の別の人間が回収する「デッド・ドロップ・コンタクト」と称される手口で受け渡しをしていた。

### ウドヴィン逃亡、迷宮入り
家宅捜索から約2週間後である1997年7月17日に、警視庁公安部外事第一課がウドヴィンに事情聴取のための出頭を要請したが、ウドヴィンは外交特権を利用し、出頭要請を無視して直ちに帰国した。警視庁は「黒羽」に対する逮捕状を取り、国際刑事警察機構に対して国際情報照会手配（青手配書）を要請して国内での事件捜査を終結させたが、「黒羽」が逮捕されることはなく、事件は事実上迷宮入りした。2008年8月に警視庁公安部はこの朝鮮系ロシア人の男を国籍、氏名、年齢とも不詳のまま旅券法違反などの容疑で書類送検している。
「週刊新潮」の取材に対して、元警視庁公安部の勝丸円覚は、黒羽に背乗りしたスパイの正体や、本物の黒羽の行方などが判明しなかったため、「本当に後味の悪い事件」であったと語っている。
本物の黒羽に関しては、1982年にソ連で死去し、現地に墓があるといった情報もあるが、はっきりしていない。

## ロシアによる他の対日工作
旧ソ連崩壊後のロシアによる主な対日工作は以下の通り（いずれも検挙事例）。
- ラストヴォロフ事件[1]
- コノノフ事件[1]
- レフチェンコ証言[1]
- イリーガル機関員による旅券法違反事件[1]
- 通商代表部員に係る業務上横領事件[1]
- ボガチョンコフ事件[1]
- シェルコノゴフ事件[1]